# Дунаев, Александр Леонидович
Александр Леонидович Дунаев (27 марта 1920, Москва — 19 мая 1985, там же) — советский театральный режиссёр. Народный артист РСФСР (1978).
Являлся главным режиссёром Красноярского театра имени А. С. Пушкина (1954—1957), Русского драматического театра ПрикВО (1958—1959), ЦТСА (1959—1963), Московского драматического театра имени Н. В. Гоголя (1963—1966), Московского драматического театра на Малой Бронной (1967—1984), Московского драматического театра «Эрмитаж» (1984—1985).

## Биография
В 17 лет Александр Дунаев поступил в Московский театр для детей.
По настоянию режиссёра А. М. Лобанова в 1938 году поступил на режиссёрский факультет ГИТИСа (курс В. Г. Сахновского, заведующего кафедрой режиссуры).
В 1940—1943 годах служил в пограничных войсках на Дальнем Востоке.
В 1943 году был командирован в Хабаровск для организации местного ТЮЗа, где встретился с Б. М. Сушкевичем и группой эвакуированных из Ленинграда артистов.
В 1945 году завершил режиссёрское образование (ученик Л. С. Вивьена) в Ленинградском театральном институте.
В 1945—1947 годах служил в саратовском Театре Ленинского Комсомола. Его спектакли «Тимур и его команда» А. Гайдара, «Золушка» Е. Шварца, «Мещанин во дворянстве» Ж. Б. Мольера были отмечены Минкультом РСФСР.
В 1947 году Дунаева перевели в Воронежский академический театр драмы имени А. В. Кольцова. Лучший спектакль этого периода — «Маскарад» М. Ю. Лермонтова.
В 1954 году он был назначен главным режиссёром Красноярского театра имени А. С. Пушкина. Под руководством Дунаева театр впервые побывал на гастролях в Москву, где в 1956 году показал первую в стране инсценировку романа Ф. М. Достоевского «Преступление и наказание».
В 1958 году Дунаев возглавил единственный русский театр во Львове — Театра ПрикВО, под его руководством превратившийся в центр духовной жизни львовской интеллигенции.
В 1961 году ГлавПУР назначил его главным режиссёром ЦТСА, а в 1963 году Дунаев был переведён на тот же пост в Театра им. Н. В. Гоголя.
В 1967 году Александр Дунаев сменил Андрея Гончарова на посту главного режиссёра в Театра на Малой Бронной, где уже служил в качестве очередного режиссёра Анатолий Эфрос, отстранённый от руководства Московским театром им. Ленинского Комсомола. При всём различии творческих индивидуальностей, режиссёры сработались — семнадцать лет их сотрудничества были периодом расцвета театра. Ни в одном театре мира не работали в таком странном тандеме две оригинальные художественные индивидуальности — Эфрос и Дунаев. Дунаев защищал Эфроса от нападок властей, не борясь за популярность, намеренно отступал в тень. В 1984 году это служение закончилось громким скандалом, в котором приняла участие труппа под руководством директора театра И. Когана. При этом труппа практически была разделена надвое, но сложные и подчас конфликтные взаимоотношения между актёрами не влияли на целостность афиши и единое творческое лицо театра. Сознательно заняв двусмысленное положение в театре, Дунаев продолжал ставить спектакли. Скромный и интеллигентный руководитель, Дунаев сумел установить в театре атмосферу творчества, гармонии и культуры.
В 1984 году обоим режиссёрам пришось покинуть театр; Дунаеву Управление культуры Москвы предложило на выбор три театра: Таганку, Малый или Театр им. М. Н. Ермоловой. Дунаев отказался от всех вариантов, надеясь, что так же поступит и Эфрос. Но Эфрос возглавил Театр на Таганке.
В 1984 году по просьбе М. Левитина Дунаев стал главным режиссёром Московского театра миниатюр, который преобразует в драматический театр «Эрмитаж». Его последний спектакль, «Бранденбургские ворота», стал данью памяти М. Светлову, который завещал ему поставить свою пьесу.
Умер 19 мая 1985 года. Похоронен на Кунцевском кладбище.
Режиссёрский стиль Дунаева — максимум выразительности через актёра при минимуме внешних выразительных средств. Строгая, аскетичная графическая мизансцена наполняется живой эмоцией актёра, сообщающей действию смысловой объём. Сценическая метафора рождается из подробной и тщательно выстроенной логики психологического переживания актёра. Музыка, по мысли режиссёра, переводит реалистическое действие в сферу метафорических обобщений

## Почетные звания и награды
- Заслуженный деятель искусств РСФСР (16 марта 1957)
- Народный артист РСФСР (14 августа 1978)

## Список театральных постановок[3]
Центральный театр Советской армии (1959—1963)
- 1960 — «Не померкнет никогда» Н. Ф. Погодина, худ.: Б. Волков (премьера — 12 июня)
- 1961 — «Океан» А. П. Штейна, худ.: Б. Волков (премьера — 8 апреля)
- 1961 — «Игра без правил» Л. Р. Шейнина, худ.: М. Мукосеева (премьера — 30 декабря)
- «Золотая карета» и «Ленушка» Л. Леонова (телеверсия выпущена в 1971 году)
- «Трибунал» А. Макаёнка (телеверсия выпущена в 1973 году)
- «Не от мира сего» (телеверсия выпущена в 1977 году) и «Волки и овцы» А. Н. Островского
- «Общественное мнение» А. Баранги
- «Варвары» (телеверсия выпущена в 1979 году) и «Враги» М. Горького
- «Если…» С.Алёшина (телеверсия выпущена в 1978 году)
- «Лунин, или смерть Жака» Э. Радзинского
- «Отпуск по ранению» В. Кондратьева (телеверсия выпущена в 1983 году)
- «Равняется четырём Франциям» А. Мишарина (телеверсия выпущена в 1986 году)